# Chrześcijańsko-Socjalistyczna Wspólnota Pracy
Chrześcijańsko-Socjalistyczna Wspólnota Pracy (niem. Christlich-Sozialistische Arbeitsgemeinschaft, CSA) – niemiecka partia polityczna powstała w 1932 roku w Kłajpedzie o programie zbliżonym do narodowych socjalistów.
Ugrupowanie wyłoniło się w 1932 roku jako jedna z dwóch organizacji nawiązujących do popularnej w Niemczech NSDAP. Na czele partii stanął pastor Theodor von Sass. W jej programie znalazł się postulat rozszerzenia autonomii Kraju Kłajpedy.
CSA wystartowała w wyborach samorządowych w maju 1933 roku, uzyskując w Radzie Miasta Kłajpedy 20 na 40 mandatów, z czego obsadziła 18 miejsc.
9 lipca 1933 roku na skutek nacisków ze strony Rzeszy doszło do zjednoczenia obu partii narodowo-socjalistycznych. Nowe ugrupowanie również przyjęło nazwę CSA, jednak na jego czele stanął konkurent Sassa Ernst Neumann. Na początku 1934 roku partia liczyła 6 tys. członków.
Działalność CSA znalazła się pod lupą władz litewskich, które zarzucały partii dążenie do oderwania Kłajpedy od Litwy. W lutym 1934 roku doszło do pierwszych aresztowań członków partii, a w lipcu tego roku jej działalność zawieszono.